# Pangurban egiae
Pangurban egiae és una espècie extinta de mamífer carnívor de la família dels nimràvids que visqué a Nord-amèrica durant l'Eocè. Se n'han trobat restes fòssils a Califòrnia (Estats Units). Es tracta de l'única espècie del gènere Pangurban. Era un animal hipercarnívor que devia pesar uns 28 kg. El nom genèric Pangurban es refereix a Pangur Bán, el gat blanc protagonista d'un poema en irlandès antic del segle ix, mentre que el nom específic egiae fou elegit en honor de la paleontòloga japonesa Naoko Egi.